# Kupfer(I)-sulfid
Kupfer(I)-sulfid ist eine chemische Verbindung aus Kupfer und Schwefel.

## Vorkommen
Kupfer(I)-sulfid kommt in der Natur in Form des monoklin kristallisierenden Minerals Chalkosin (auch Kupferglanz) und des tetragonal kristallisierenden Minerals Wuyanzhiit (IMA 2017-081) vor.

## Gewinnung und Darstellung
Kupfer(I)-sulfid kann bei erhöhter Temperatur im Vakuum aus den Elementen Kupfer und Schwefel gewonnen werden.
{\displaystyle \mathrm {2\ Cu+S\longrightarrow Cu_{2}S} }

## Eigenschaften
Kupfer(I)-sulfid ist ein blauer bis blaugrauer Feststoff, der praktisch unlöslich in Wasser ist. Er ist sehr schwer löslich in Salzsäure.
Die Verbindung Cu2S ist trimorph. Die bei Temperaturen bis 103 °C vorliegende α-Form Chalkosin (auch Tief-Chalkosin) hat eine monokline Symmetrie mit der Raumgruppe P21/c (Raumgruppen-Nr. 14) und den Gitterparametern a = 15,25 Å, b = 11,88 Å, c = 13,49 Å und β = 116,3° bei 48 Formeleinheiten pro Elementarzelle. Darüber liegt die β-Form als Hoch-Chalkosin mit hexagonaler Symmetrie in der Raumgruppe P63/mmc (Nr. 194) und den Gitterparametern a = 3,95 Å und c = 6,75 Å sowie zwei Formeleinheiten pro Elementarzelle vor. Eine dritte Modifikation tritt in tetragonaler Symmetrie auf und wurde bereits 1971 durch Clark und Sillitoe als tetragonaler Chalcosin beschrieben, allerdings mit Kupferunterschuss und der Formel Cu1,96S. Seit Dezember 2017 ist tetragonal kristallisierendes Cu2S unter dem Namen Wuyanzhiit als Mineral anerkannt.
Die Bildungsenthalpie von Kupfer(I)-sulfid beträgt −79,5 kJ/mol.

## Verwendung
Kupfer(I)-sulfid wird als Farbstoff für Anstriche (Schwarzfärbung zusammen mit Kupfer(I)-oxid) und zur Herstellung von Nanokristallschichten verwendet.